# Raffel Pagès
Raffel Pagès (Barcelona, 7 de setembre de 1942 - Barcelona, 9 de maig de 2021) fou un empresari, estilista i perruquer català.
Nascut en una família de perruquers, Raffel Pages va ser el fundador i director de la cadena de perruqueries que porta el seu nom, i es va convertir en un referent dins del sector. Posseïa una biblioteca amb 3.000 llibres sobre perruqueria, la seva passió, com molts altres camps de la creativitat. La seva col·lecció privada, ubicada al Museu de la Història de la Perruqueria Raffel Pagès que ell mateix va impulsar, inclou des de cabells dels Beatles, de Marilyn Monroe i de Napoleó fins a un floc de Salvador Dalí que li va regalar Llongueras a canvi d'unes fotos.
Per Pagès, la perruqueria era molt més que un ofici. L'empresa familiar va passar a mans de les seves filles, Carolina i Quiònia, que han respectat l'essència amb la qual s'establiren els vuitanta salons, que donen feina a més de 300 persones. Inspirat per l'estil parisenc, el 1975 va obrir el seu primer saló a Barcelona. El 1992, any olímpic a Barcelona, va obrir l'Institut de Perfeccionament, un centre de formació i un dels seus grans projectes professionals.